# Kisalföld
A Kisalföld (németül: Kleine Ungarische Tiefebene, szlovákul: Malá dunajská kotlina) Magyarország északnyugati részén található. A Kisalföld elnevezés a területet a Kárpát-medence nagyobb kiterjedésű síkságát jelentő Alföldtől, vagyis a „Nagyalföldtől” különbözteti meg. A terület szlovákiai részét és a déli, magyarországi részét a Duna választja el egymástól. A Pozsonytól keletre elterülő szlovákiai rész neve szlovákul Podunajská nížina, vagyis Duna menti alföld. Teljes területe 9000 km², ennek kevesebb mint fele – 4000 km² – tartozik Magyarországhoz.
A Kisalföld – régebben Kis-Magyar-alföld, Győri-medence vagy Pozsonyi-medence – Szlovákia nyugati síkságát, a Magyarország északnyugati részén található „magyarországi Kisalföldet” és az Ausztriában található Seewinkel tájegységet magába foglaló földrajzi terület.

## Természetföldrajz

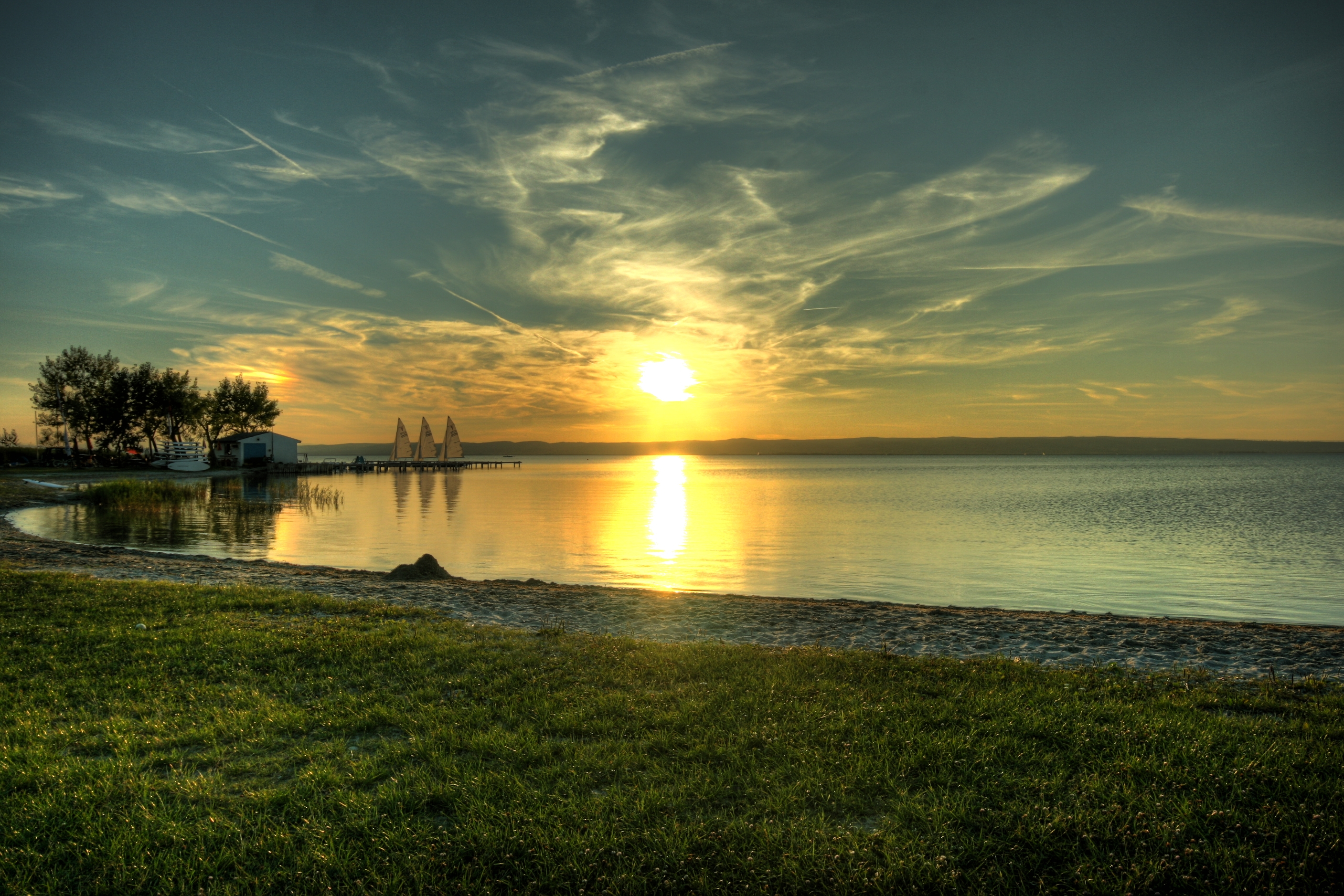
A Fertő tó

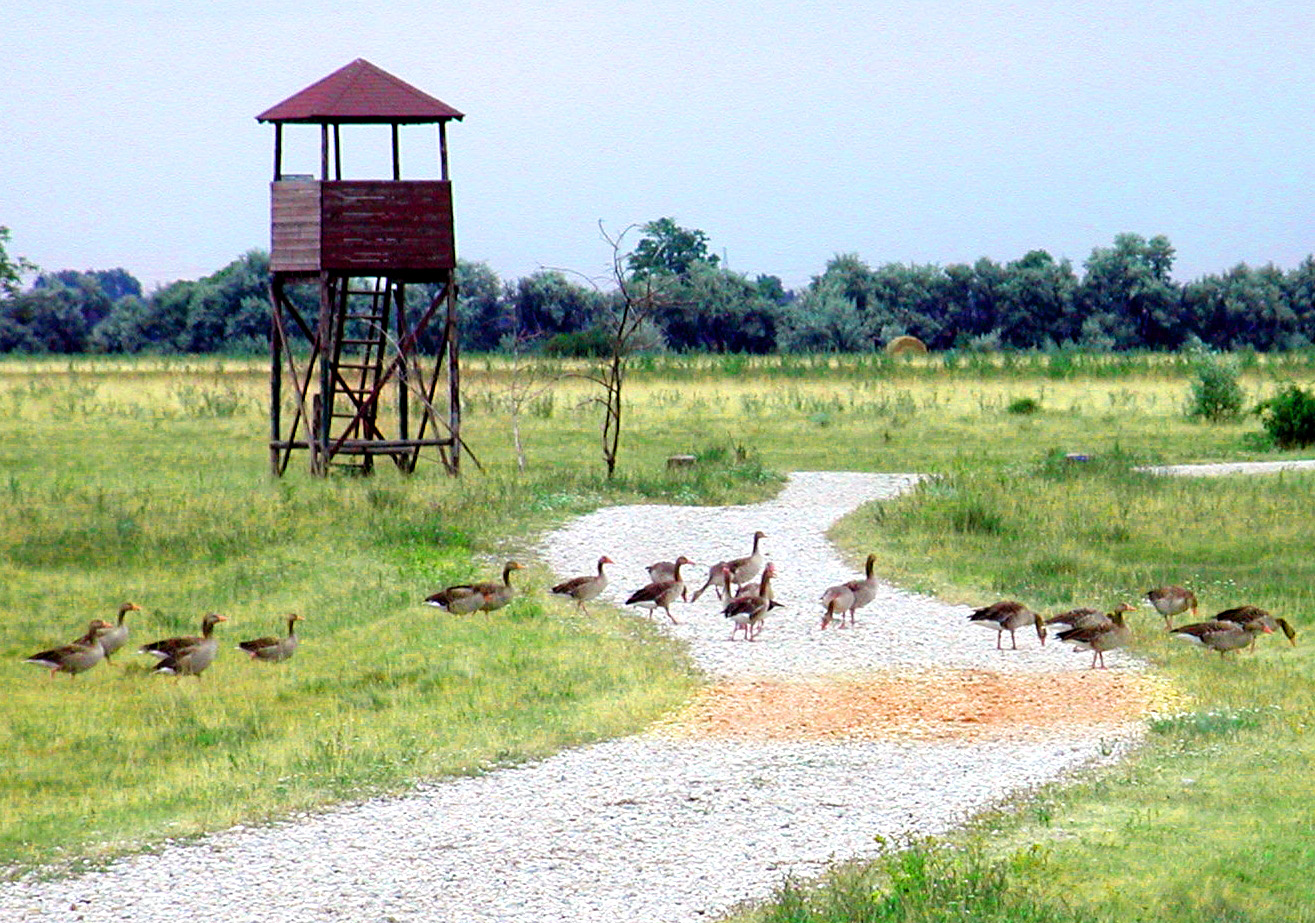
Nyári ludak a Fertő tó közelében

### Kialakulása
A miocén kortól kezdve folyamatosan süllyedő területről van szó, amelyet a Pannon-tenger borított. Később az itt megjelenő Duna és mellékfolyói töltöttek fel üledékeikkel. Így jött létre Európa legnagyobb folyami hordalékkúpja, a Szigetköz és a Csallóköz területe. Felszínének nagy része tökéletesen sík, a hordalékkúpokon jó termőtalaj képződött.

### Kőzetei, felszíne
A mélyebb rétegekben ős- és óidei kristályos kőzetek (főleg variszkuszi eredetű gneisz, csillámpala, gránit) találhatók, felettük a Tethysz-tenger üledékes kőzetei (leginkább középidei mészkő, dolomit) valamint a Pannon-tenger üledékes kőzetei (újidei mészkő, homok, kavics) helyezkednek el. A legfelső rétegekben folyóvízi üledék, mint például negyedidőszaki kavics, agyag, homok, iszap és harmadidőszaki tőzeg található, ezt sok helyen negyedidőszaki lösztakaró borítja.

### Éghajlata
A Kisalföldön a nyár forró, a tél enyhe. Sok a napsütés, és a kevés csapadék egyenletesen oszlik el. Mivel ez a Kárpát-medence egyik legnyugatibb tája, jelentős az Atlanti-óceán hatása: gyakoribb a borultság, kisebb a hőingás. Nyugati peremén található a Dévényi-kapu – a Kárpát-medence nyugati bejárata – emiatt a Kárpát-medence egyik legszelesebb tája.

### Vízrajza
A Kisalföld a Duna vízgyűjtő területéhez tartozik, fejlett folyóvízi hálózat jellemzi. Fontos folyói még a Rába, a Marcal, a Rábca és a Répce, melyek a Duna mellékfolyói. A folyók középszakasz jellegűek, vagyis meanderező, kanyargó hálózatot építenek, jellemző hogy a folyószabályozás igen nagy mértékű, ennek oka az árvízi védekezés és a hajózhatóság biztosítása. A vastag üledéktakarónak köszönhető jelentős a gyógyító hatású rétegvízkészlet a Kisalföldön pl: Bük, Sárvár termálfürdői.

### Talaj
A Kisalföld főbb talajtípusai:
- homoktalaj, mely a folyók mentén jellemző
- barna erdőtalaj, mely a Marcal-medence környékén jellemző
- réti talajok a Rábaköz környékén
- láptalajok, nagyon kis előfordulásban a Hanság területén
- öntéstalajok a Duna mentén
- fekete mezőségi talaj, jellemző a Rábaköz, a Mosoni-síkság és a Komárom–Esztergomi-síkság területén.

### Élővilág
A Kisalföld eredetileg erdős puszta volt, ennek helyén ma mesterségesen kialakított kultúrtájat találhatunk. Jelentős átalakító munkálatok zajlottak a területen, leginkább erdőirtás és folyószabályozás. Az így okozott károkat megpróbálják mérsékelni és az eredeti állapotot visszaállítani, elindult az erdőtelepítési program valamint a Fertő–Hanság Nemzeti Park is jelentős védelmet biztosít a Kisalföld különösen értékes területeinek.

### Flórája
A Kisalföld növényvilágát a következő növényfajok alkotják: tavaszi hérics (Adonis vernalis), (Apera interrupta), selyemkóró (Asclepias syriaca), fekete fodorka (Asplenium adiantum-nigrum), lándzsás őszirózsa (Aster lanceolatus agg.), érdes csüdfű (Astragalus asper), szártalan csüdfű (Astragalus exscapus), kis holdruta (Botrychium lunaria), (Calepina irregularis), törpe sás (Carex humilis), fényes sás (Carex liparicarpos), csutaksás (Carex secalina), átoktüske (Cenchrus incertus), szálkás libatop (Chenopodium aristatum), henye boroszlán (Daphne cneorum subsp. cneorum ), kései szegfű (Dianthus serotinus), szálkás pajzsika (Dryopteris carthusiana), mocsári nőszőfű (Epipactis palustris), Tallós-nőszőfű (Epipactis tallosii), (Erigeron sumatrensis), barázdált csenkesz (Festuca rupicola), magyar csenkesz (Festuca vaginata), Fiókás tyúktaréj (Gagea minima), homoki fátyolvirág (Gypsophila fastigiata), homoki szalmagyopár (Helichrysum arenarium,), foltos véreslapu (Hypochaeris maculata), homoki nőszirom (Iris arenaria), apró nőszirom (Iris pumila), kisfészkű hangyabogáncs (Jurinea mollis), karcsú fényperje (Koeleria cristata), erdélyi gyöngyperje (Melica transsylvanica), madárfészek kosbor (Neottia nidus-avis), vöröslő ligetszépe (Oenothera erythrosepala), homoki vértő (Onosma arenaria), közönséges kígyónyelv (Ophioglossum vulgatum), méhbangó (Ophrys apifera), poloskaszagú kosbor (Orchis coriophora), agárkosbor (Orchis morio,), sömörös kosbor (Orchis ustulatus), bíboros vajvirág (Orobanche purpurea), borzas csajkavirág (Oxytropis pilosa), homoki kocsord (Peucedanum arenarium,), Bellard-porcsinkeserűfű (Polygonum bellardii), Díszes vesepáfrány (Polysticum setiferum), leánykökörcsin (Pulsatilla grandis), fekete kökörcsin (Pulsatilla pratensis subsp. nigricans), szürkés ördögszem (Scabiosa canescens), kanadai aranyvessző (Solidago canadensis), magas aranyvessző (Solidago gigantea), kunkorgó árvalányhaj (Stipa capillata), pusztai árvalányhaj (Stipa pennata).
Korábban itt élt növényfajok, melyek újabban már nem kerültek elő a területről: pusztai ternye (Alyssum desertorum), parlagi macskatalp (Antennaria dioica), kétsoros káka (Blysmus compressus), harasztos káposzta (Brassica elongata), Gindár sás (Carex supina), piros madársisak (Cephalanthera rubra), piros kígyószisz (Echium maculatum), gyapjúsás (Eriophorum spp.), szíriai táskazár (Euclydium syriacum), szürke porcika (Herniaria incana), nagy szittyó (Juncus subnodulosus), orvosi pemetefű (Marrubium vulgare), fehér tündérrózsa (Nymphaea alba), (Polycnemum majus), szúfű (Pulicaria vulgaris), sárga palka (Pycreus flavescens), kis körtike (Pyrola minor), henye káka (Schoenoplectus supinus), osztrák pozdor (Scorzonera austriaca), alacsony pozdor (Scorzonera humilis), (Silene bothryoides), őszi füzértekercs (Spiranthes spiralis), tőzegpáfrány (Thelypteris palustris).

## Főbb tájegységei

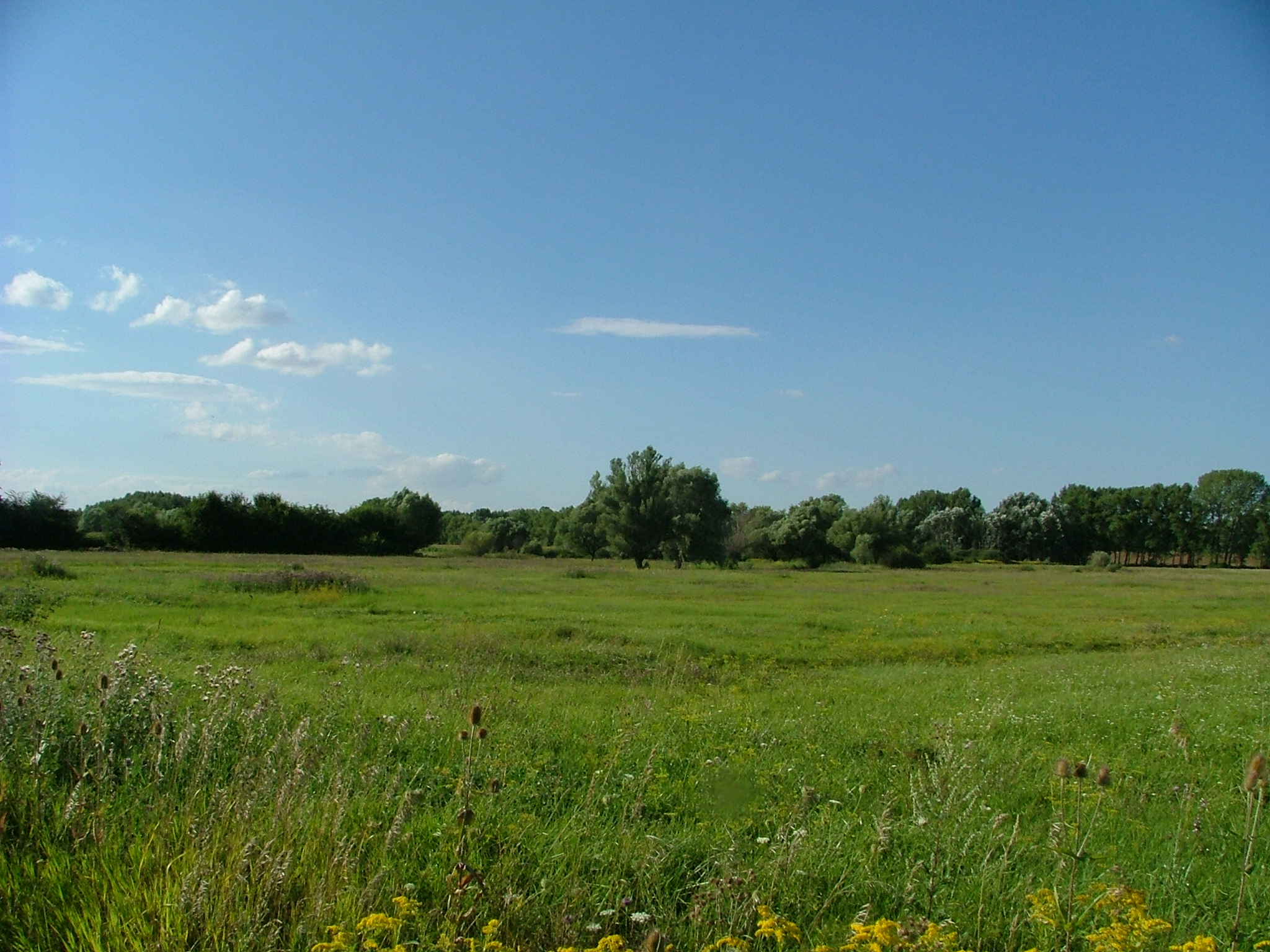
Rét a Szigetközben

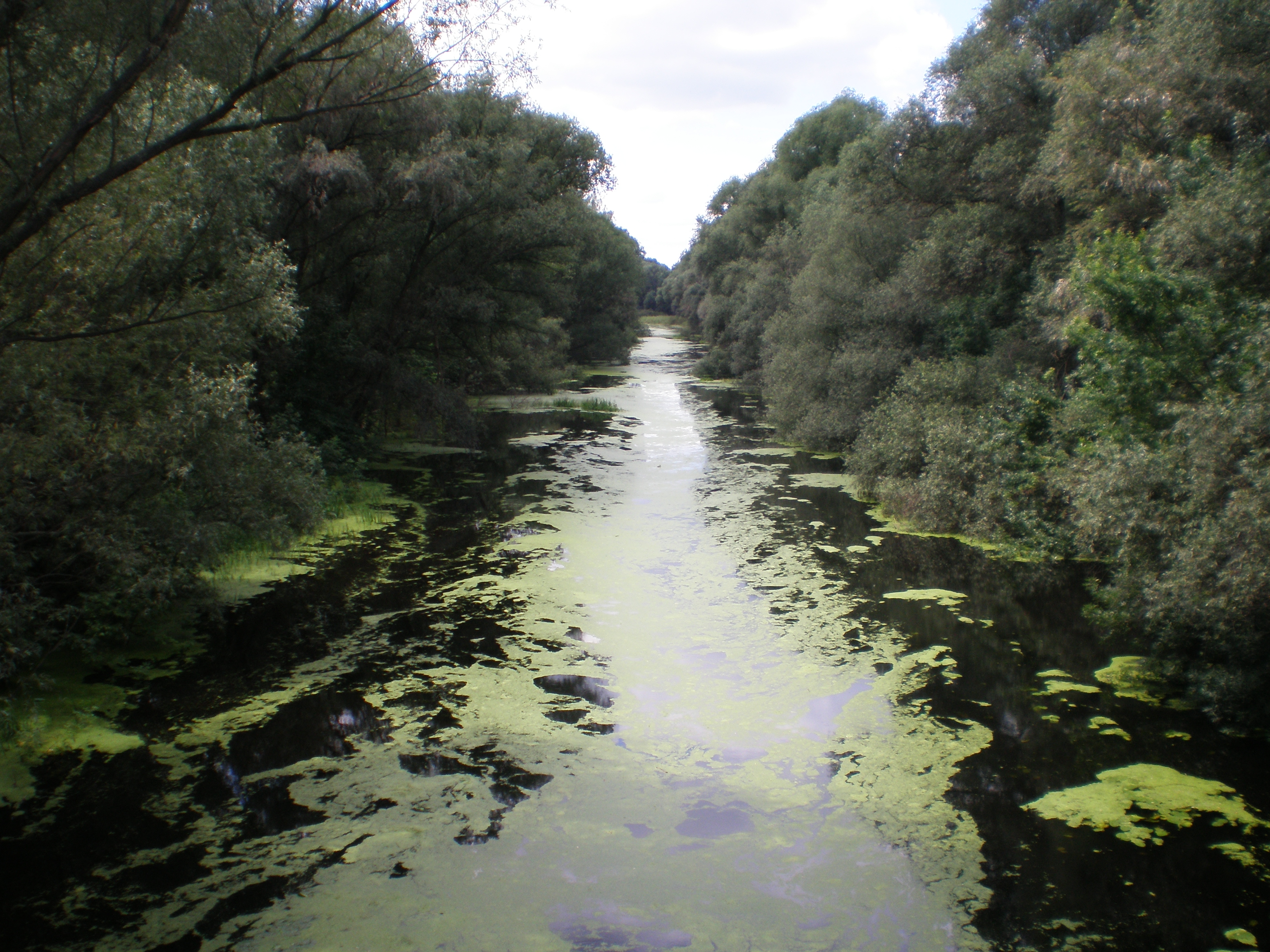
Holtág a Szigetközben

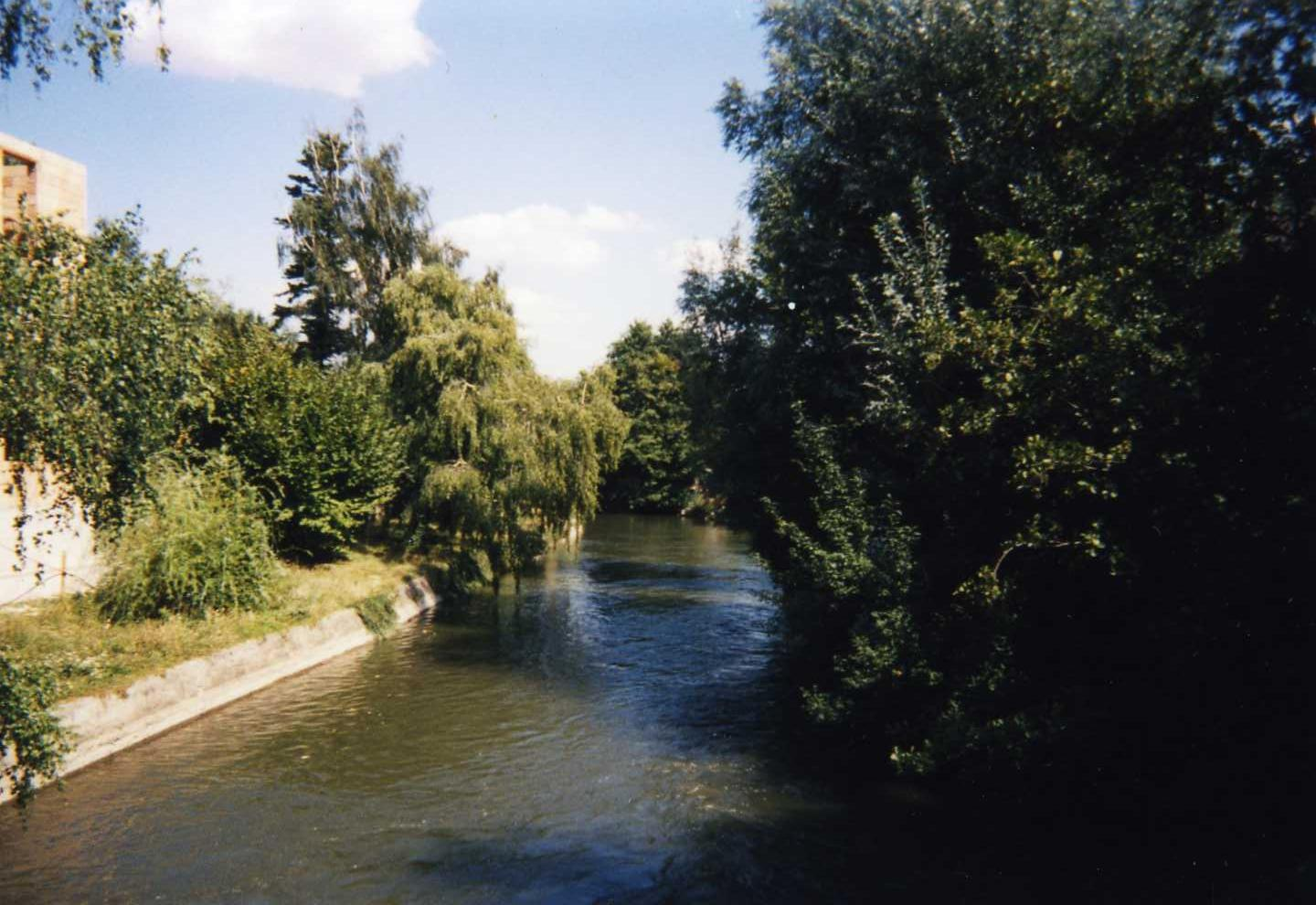
A Lajta

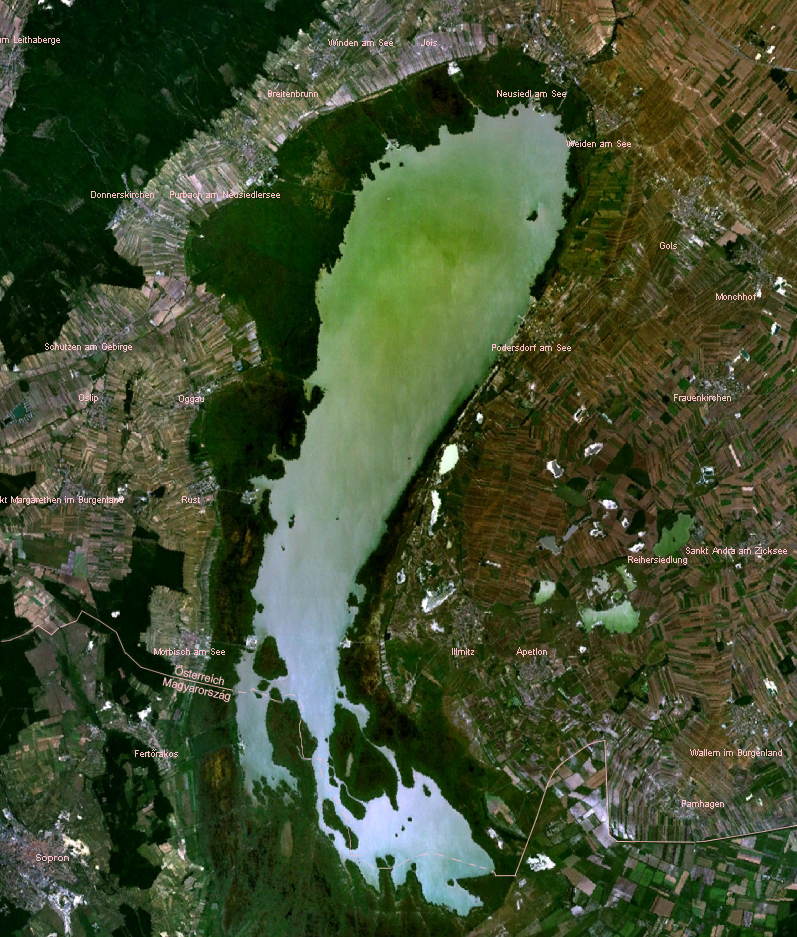
A Fertő tó űrfelvételen

A Kisalföld három középtájra osztható, ezek a Győri-medence, a Marcal-medence és a Komárom–Esztergomi-síkság.

### Győri-medence
A Győri-medence területéhez tartozik a Szigetköz, a Mosoni-sík, a Fertő-medence, a Hanság, a Kapuvári-sík és a Csornai-sík területe.
- Szigetköz

Az Öreg- és a Mosoni-Duna között elterülő, zátonyos, szigetekkel, folyóágakkal tagolt ártéri világ. Hatalmas szárazföldi delta- és hordalékkúp vidék, jelentős természeti- és gazdasági (például ivóvízkészlet) értékekkel, melyeket erősen veszélyeztet a Bősi vízierőmű-rendszer.
- Mosoni-síkság

Mély fekvésű, feltöltött, termékeny, öntéscsernozjom terület. A Pannon-síkság peremterülete. Területe 425 km², a Kisalföld nagytáj 8%-án, és a Győri-medence középtáj 17%-án terül el. Szigetköztől délre található, a Fertő–Hanság-lapályáig terjed. A terület délkeleti részének magassága 110-115 mBf, ez az érték a magasabb északnyugati részeken is csak 125-130 mBf értékig emelkedik. Egy-két méterrel magasabban fekszik, mint a Szigetköz. A felszínt széles laposok, réti-lápi agyaggal és tőzeggel borított mélyedések, továbbá kavics- és homokszigetek, a gorondok tagolják. A területre a délkeleti irányú esés a jellemző. A reliefenergia kicsi, egyedül az északnyugati részeken nő 5 m/km2 érték fölé, ezért völgyhálózat sem alakulhatott ki a területen.
- Fertő–Hanság medence

A Kisalföld legnyugatibb része, ami a Keleti-Alpok felgyűrődése során a Pannon- és a Bécsi-medence határán alakult ki, a Győri-medencétől nyugatra fekvő, rossz lefolyású terület. Egységes tájként az alsó-ausztriai Lajta-hegységig tart. Később az erózió és a szél (defláció) alakította a megsüllyedt medencét. Ez a terület a 17-18. századig egységes, több, mint hatszáz négyzetkilométeres kiterjedésű vízi világ volt,- bár valószínűsíthető haszna kérdéses – lecsapolták. Az ott lakók települései közül volt olyan, ami egész éven át csak csónakkal volt megközelíthető. A Fertőt és a Hanságot csak 1912-ben a mexikópusztai (ma Fertőújlak) zsilip segítségével tudták szétválasztani. A mélyebb hansági területek kiszárítását pedig az ötvenes években (ifjúsági építőtáborokkal) megépített Hansági-főcsatornával sikerült elérni.
- Pozsony és Mátyusföld

Mátyusföld v. Mátyus földe (szlovákul Matúšova zem) a történeti Pozsony és Komárom vármegyében a Csallóköztől északra, a Kis-Kárpátoktól, a Hegyalatt-tól keletre a Vágig terjedő sík vidéki terület élő népi neve, amely a Vízközt is magában foglalja. Egyes kutatók földrajzi meghatározását eltérően értelmezik.
- Csallóköz

A Csallóköz (szlovákul Žitný ostrov, németül Große Schüttinsel) a Dunától északra, a mai Szlovákia délnyugati részén terül el, a Duna és a Kis-Duna, illetve Vág-Duna között. Pozsonytól (amelynek egy kis része a Csallóközben fekszik) Komáromig húzódik. A Kisalföld részét képezi. Legnépesebb települése Komárom.

### Marcal-medence
A Marcal-medence területéhez tartozik a Marcal-völgy, a Kemenesalja és a Pápa–Devecseri-sík.
- Marcal-völgy

A Kisalföld déli öblözete a Kemeneshát és a Bakonyalja között, tengelyében a névadó folyóval. Folyóvízi eróziós tevékenység, lehordás során alacsonyodott mai alföldi szintjére. Nyugati peremén a Ság (tszf. 278 m), keleti szélén a Somló (tszf. 433 m) bazalt vulkáni kúpjai jelzik az egykori felszín magasságát.
- Rába-völgy

A Rába-völgyet (más néven Vas–Soproni-völgység vagy Vas–Soproni-síkság) az Alpokból lefutó folyók korábban lerakott kavicstakarójába bevágódó sebes vizű Rába hozta létre. Ezáltal az egységes, úgynevezett nyugat-magyarországi kavicstakaróról leválasztotta a Kemeneshát területét.
- Rábaköz

Nyugati része a Rába és Répce közötti feltöltött síkság. Keleti része a Tóköz vagy szűkebb értelemben vett Győri-medence a Kisalföld központi része, ma is süllyedő, feltöltődő medence, melynek felszíne tökéletes síkság.

### Komárom–Esztergomi-síkság
A Komárom–Esztergomi-síkság területéhez tartozik a Győr–Tatai-teraszvidék, az Igmánd–Kisbéri-medence és az Almás–Táti-Duna-völgy.
- Győr–Esztergomi-síkság

Északi, szlovákiai része az Esztergomi-Duna-völgy. Déli, magyarországi része a Győr–Tatai-teraszvidék a Kisalföld fokozatos elvégződése, kiékelődése keleti irányban, melyet az egykor magasabb szinteken folyó Duna teraszmaradványai jellemeznek.

## Gazdaság

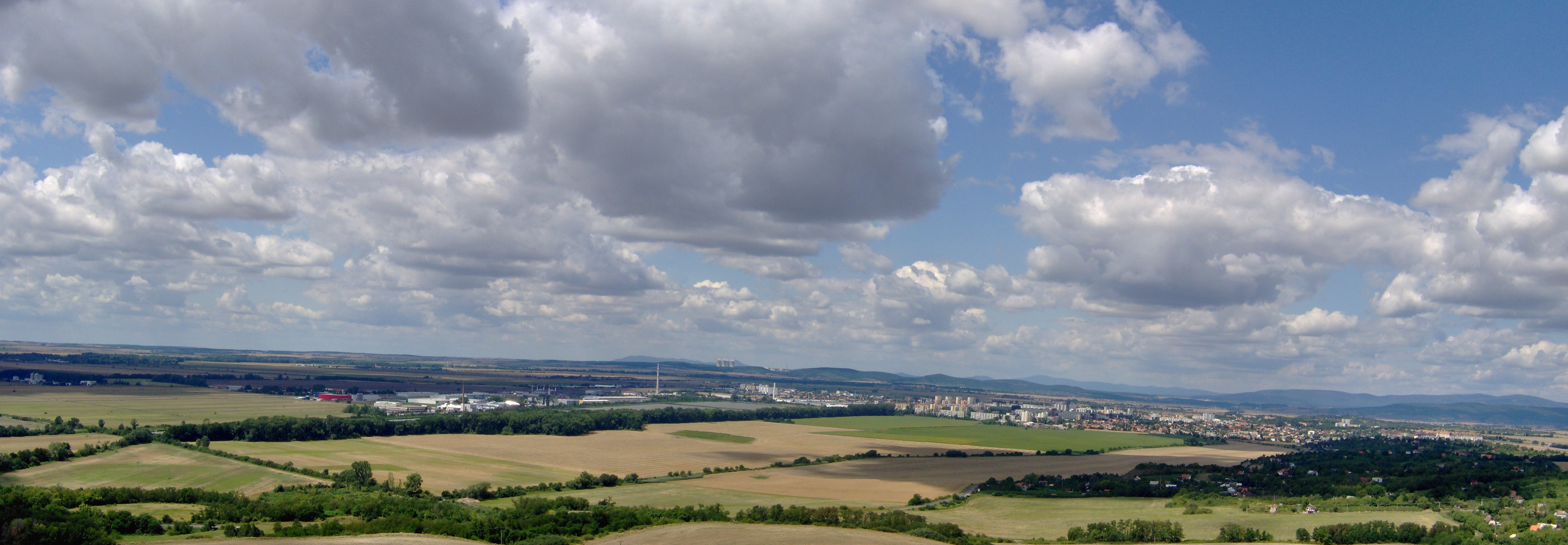
Táj Léva mellett, háttérben a mohi atomerőmű

### Mezőgazdaság
A Kisalföld területén gazdagon terem a búza, árpa, cukorrépa és a takarmánynövények. A takarmánynövényeket és a gondozott rétek füvét a szarvasmarha-tenyésztés hasznosítja. Az állatokat főként tejükért tartják. A tejből sokféle terméket, főként sajtot gyártanak. A sertéseket az itt megtermelt kukoricával etetik. Sok baromfit és tojást is termelnek a Kisalföldön, a legnagyobb baromfi-telep Bábolnán található.

### Ipar
A Kisalföld ipara a mezőgazdasági termékek feldolgozására épült, a nagyobb városokban létesültek cukorgyárak, malmok, húsüzemek, tejüzemek. A termelés központjai: Győr, Mosonmagyaróvár, Répcelak, Sárvár, Petőháza, Bábolna. Az élelmiszeripar mellett a textilipar is nagy hagyományokkal rendelkezik, itt található a magyarországi „textilnégyszög”, vagyis Győr, Sopron, Szombathely és Pápa textilüzemei.
A könnyűipar mellett a nehézipar egyes ágazatai is megjelentek a Kisalföldön, például a gépgyártás, a jelentősebb üzemek Győrben és Mosonmagyaróváron találhatóak. Győrben az Audi gyárában autómotorokat, alkatrészeket gyártanak, Mosonmagyaróváron pedig a mezőgazdasági gépek gyártása jelentős.

### Szakcikkek
- Schmidt Dávid: Kiegészítések a Kisalföld flórájához és vegetációjához, Kitaibelia, 2010. (15. évf.) 1-2. sz. 109-117. oldal
- Schmidt Dávid: Adatok a Kisalföld flórájának ismeretéhez II., Botanikai közlemények, 2010. (97. évf.) 1-2. sz. 79-95. oldal
- Győri Róbert: Bécs kapujában: területi fejlettségi különbségek a Kisalföld déli részén a 20. század elején, Korall társadalomtörténeti folyóirat, 2006. (7. évf.) 24-25. sz. 231-250. oldal (letölthető: )
- Bárdossy András – Molnár Zoltán: A Kisalföld talajvízjárásának geostatisztikai értékelése, Hidrológiai közlöny, 2003. (83. évf.) 4. sz. 214-220. oldal
- Pinke Gyula – Pál Róbert: Adatok a Kisalföld gyomflórájának ismeretéhez, Kitaibelia, 2001. (6. évf.) 2. sz. 381-400. oldal
- Balogh József: A Kisalföld fővárosa, Környezetvédelem, 2000. (8. évf.) 1. sz. 8. oldal
- Győri Róbert: A Kisalföld kereskedelmi vonzáskörzet-rendszere 1925-ben, Tér és társadalom, 2000. (14. évf.) 2-3. sz. 303. oldal (letölthető: )
- Neppel Ferenc: A Kisalföld Pozsony-Fertőd közötti nyugati partvidékének vízföldtani vizsgálata, Hidrológiai közlöny, 1994. (74. évf.) 1. sz. 32-39. oldal
- Lukács László – Liszka József: Fejezetek a szlovákiai Kisalföld néprajzából, Ethnographia, 1994. (105. évf.) 1. sz. 332-334. oldal
- Völgyesi István: A Kisalföld talajvíz- és rétegvíz helyzete, Hidrológiai közlöny, 1994. (74. évf.) 5. sz. 260-268. oldal
- Halupa Lajos – Csókáné Szabados Ildikó: A Kisalföld erdői, Hidrológiai közlöny, 1994. (74. évf.) 5. sz. 269-279. oldal
- Komjáthi Ferenc: Gondolatok a Kisalföld erdőgazdálkodásáról, Az erdő, 1981. (30. évf.) 10. sz. 459-463. oldal (letölthető: )
- Erdélyi Mihály: A Kisalföld hidrogeológiája és hidrodinamikája, Hidrológiai közlöny, 1979. (59. évf.) 7. sz. 290-301. oldal
- Bendefy László: A Kisalföld és a Nyugat-magyarországi-peremvidék, Földrajzi értesítő, 1977. (26. évf.) 3-4. füz. 486-489.
- Korim Kálmán: A Kisalföld hévizei az újabb kutatások tükrében, Hidrológiai közlöny, 1973. (53. évf.) 11. sz. 492-500. oldal
- Wein György: A Kisalföld neogén előtti aljazatának szerkezet-földtani vizsgálata, Magyar geofizika, 1972. (13. évf.) 4-5. sz. 187-197. oldal
- Erdélyi Mihály: Nyugat-Dunántúl és a Kisalföld vízföldtana, Hidrológiai közlöny, 1971. (51. évf.) 11. sz. 485-499. oldal
- Szőke Béla: Adatok a Kisalföld IX. és X. századi történetéhez, Archaeologiai értesítő, 1954. 81. köt./2. sz. 119-137. oldal
- Strausz László: Őslénytani adatok a Kisalföld D-i részéből, Földtani közlöny, 1951. (81. évf.) 4-6. sz. 186-193. oldal